# 보 (재단)
보(寶)는 공공사업을 운영하기 위해 재단을 설정하고 그 이익으로 경비를 지출하던 공적(公的)인 이식기관(利息機關 : 이자를 받는 금융기관)이다.
보는 신라 때부터 있었다. 즉 613년(진평왕 35년) 원광법사가 설립한 점찰보(占察寶)와 779년(혜공왕 15년) 김유신의 명복을 빌기 위해 설립된 공덕보(功德寶)가 그것이다.
고려 때는 국가의 보호 아래 학교의 장학을 위한 학보(學寶), 승려(僧侶)들의 장학을 위한 광학보(廣學寶), 궁민(窮民) 구제를 위한 제위보(濟危寶), 팔관회(八關會)의 경비 지출을 위한 팔관보 등이 있었다. 그밖에 불명경보(佛名經寶)·내장택보(內庄宅寶)·제궁원보(諸宮院寶) 등이 있다.
민간의 계(契)와 같이 고리대 기관으로 되어 민간 수탈의 폐를 자아냈다.

## 같이 보기
- 계 (조직)
- 장생고